# قشلاق أدي شيرين (مقاطعة بيله سوار)
قشلاق أدي شیرین (بالفارسية: قشلاق ادی شیرین) هي منطقة سكنية تقع في إيران في أردبيل.